# Koninkrijkszaal (Amersfoort)
De koninkrijkszaal van Amersfoort is een kerkgebouw van de Jehova's getuigen aan Forel 2 in de wijk Nieuwland in Amersfoort.
Het gebouw werd in 2001 in gebruik genomen. Voordien werd bijeengekomen in diverse zaaltjes. De architect M. Rijnders ontwierp een gebouw in moderne bouwmaterialen zoals trespa en veel glas. Opvallend zijn de scheve rechthoekige kaders en driehoekige vormen.